# Stanisław Poniatowski (1754-1833)
Stanisław Poniatowski   (Varsòvia, 23 de novembre de 1754 - Florència, 13 de febrer de 1833) va ser un noble, polític, diplomàtic polonès, membre de la família rica Poniatowski i nebot del darrer rei de Polònia, Estanislau August Poniatowski. Va ser el comandant oficial del regiment del Royal Foot Guard Guard directament responsable de la vida del monarca, així com el Gran Tresorer del Gran Ducat de Lituània (1784-1791) i el governador de Stryj, fet que el va convertir en una figura clau a Polònia durant l'Edat de la Il·lustració.
Stanisław era fill del príncep Kazimierz Poniatowski (1721 - 1800), un noble polonès, Adjunt de la Cambra de Lituània (1742-17177), comandant de l'exèrcit reial i cavaller de la prestigiosa ordre de l'Àguila Blanca, concedida el 3 d'agost de 1744 a Varsòvia. El seu pare era germà de l'últim rei de Polònia i gran duc de Lituània, Estanislau August Poniatowski, que va veure en el seu nebot un possible successor i hereu del tron de la Comunitat polonesa-lituana. Tots dos, Kazimierz i el monarca van néixer de Konstancja Czartoryska (1700-1759), d'estatuts de la família fililo-russa polonesa-lituana Czartoryski.
Stanisław Poniatowski es va convertir en el cavaller de l'Orde de l'Àguila Blanca el 8 de desembre de 1773. Molt ben educat i interessat especialment per les finances i l'economia del país, així com per les arts, Poniatowski no era una figura gaire popular entre la noblesa, l'anomenada "szlachta", que el percebia com a prepotent i competitiu. Va encarregar unes 2.500 joies precioses gravades a un grup de gravadors de gemmes de Roma que van recórrer a la literatura clàssica per a la seva inspiració. El 1830, Poniatowski va publicar un catàleg resum de les seves joies, Catalogue des Pierres Gravees Antiques de S. A. le Prince Stanislas Poniatowski, que contenia descripcions elaborades. La seva col·lecció es va vendre després de morir en una subhasta de Christie el 1839 i ha estat dispersada des de llavors.
Després de les particions de Polònia, Poniatowski va emigrar a Itàlia, on va viure a Roma, i després a Florència. És l'avantpassat dels membres actuals de la família Poniatowski amb el títol de Fürst Poniatowski o Principe Poniatowski di Monterotondo.
Algunes fonts afirmen que es va casar amb Cassandra Luci (Roma, 1785 - Florència, 1863) el 1806, però aparentment això no s'ha produït mai perquè Cassandra es va casar amb Vicenzo Venturini Benloch. Entre els seus descendents es troben els prínceps Poniatowski de l'Imperi d'Àustria i els comtes i els prínceps de Monterotondo al Gran Ducat de Toscana:
- Isabella Luci (Roma, 1806 - Florència, 1896), es va casar primer al gener/febrer de 1821 amb el comte Prospero Bentivoglio (- 1821), sense fills, i en segon lloc el 1822 amb el comte Zanobi di Ricci (- 16 d'octubre de 1844), amb la seva filla era Marie Walewska. Després, es va casar amb el marquès Filippo De Piccolellis.
- Carlo Luci (Roma, 1808 - Florència, 1887), després Poniatowski, legitimat el 1847, va convertir Conte di Monterotondo pel gran duc de Toscana el 20 de novembre de 1847, Principe di Monterotondo pel gran duc de Toscana i el príncep Poniatowski per l'emperador d'Àustria tots dos el 19 de novembre de 1850 (Roma, 4 d'agost de 1808 - San Pancrazio, 23 de juliol de 1887), es va casar a Florència, el 21 de setembre de 1831 amb Elisa Napoleone Montecatini (Lucca, 4 de novembre de 1808 - Lucca, 18 d'abril, 1893), sense fills.
- Costanza Luci (Roma, 1811 - Florència, 1851), casada amb el comte Daniele Zappi.
- Giuseppe Michele Saverio Francesco Giovanni Luci[4] (Roma, 21 de febrer de 1816 - Londres, 4 de juliol de 1873), més tard conegut com a Józef Michał Poniatowski, legitimat el 1847, va convertir-se en Conte di Monterotondo pel gran duc de Toscana el 20 de novembre, 1847, Principe di Monterotondo pel gran duc de Toscana i el príncep Poniatowski per l'emperador d'Àustria tots dos el 19 de novembre de 1850.[5] Va ser un compositor i un cantant i va ser enviat a París com a plenipotenciari pel gran duc de Toscana Leopold II. El 1834 es va casar amb la comtessa Matilda Perotti (1814 - febrer de 1875) a Florència i van tenir un fill, Stanislaus August Friedrich Joseph Telemach Luci.
- Michele Luci (Roma, 1816 - Florència, 1864), fundador de l'Imparziale fiorentino.